# Detlef Pirsig
Detlef Pirsig (Schwerin, 1945. október 22. – Mülheim, 2019. december 9.) német labdarúgó, hátvéd, edző.

## Pályafutása
1965 és 1977 között az MSV Duisburg labdarúgója volt.
A profi játéktól való visszavonulása után a BV Lüttringhausen csapatánál játékos-edzőként kezdett el dolgozni. 1984 és 1986 között a Wuppertaler SV, 1986 és 1989 között az MSV Duisburg vezetőedzője volt. 1989 és 1999 között az alacsonyabb osztályú FC Remscheid, Schwarz-Weiß Essen és FC Wegberg-Beeck szakmai munkáját irányította.